# 晋原郡
晋原郡，中国东晋时设置的郡。
永和三年（347年）灭成汉，改江原郡置，治所在江原县（今崇州市西北）。南朝宋辖境相当今四川省崇州、大邑、邛崃、芦山、天全等市县地。属益州。南梁改为江原郡。